# Les Sacrifiés (film, 1933)
Pour le film de John Ford et Robert Montgomery sorti en 1945, voir Les Sacrifiés.
Pour plus de détails, voir Fiche technique et Distribution.
Les Sacrifiés (titre original : After Tonight) est un film d'espionnage américain Pré-Code en noir et blanc, réalisé par George Archainbaud, sorti en 1933.

## Synopsis
Après le déclenchement de la Première Guerre mondiale, en Grande-Bretagne, une espionne russe tombe amoureuse d'un officier autrichien, le capitaine Rudolf Ritter. Celui-ci, également épris de la jeune femme, finit par découvrir son identité ; il est contraint de l'arrêter.

## Fiche technique
- Titre original : After Tonight
- Titre français : Les Sacrifiés
- Titre belge : Après ce soir
- Scénario : Albert S. Le Vino, Worthington Miner (en), d'après une histoire de Jane Murfin
- Direction musicale : Max Steiner
- Photographie : Charles Rosher
- Montage : William Hamilton
- Producteurs : Merian C. Cooper et H.N. Swanson
- Société de production et de distribution : RKO Radio Pictures
- Pays de production :  États-Unis
- Langue originale : anglais américain
- Format : noir et blanc — 35 mm — 1,37:1 — son : mono (RCA Victor System)
- Genre : espionnage, drame romantique
- Durée : 71 minutes
- Dates de sortie : 
  - États-Unis : 26 octobre 1933
  - France : 21 septembre 1934

## Distribution
- Constance Bennett : Carla Vanirska / K-14 / Karen Schöntag
- Gilbert Roland : le capitaine Rudolf Ritter, dit Rudy
- Edward Ellis : le major Lieber
- Sam Godfrey : Franz
- Lucien Prival : le lieutenant Erlich
- Mischa Auer : l'agent Lehan
- Ben Hendricks Jr. : le sergent Probert
- Leonid Snegoff : le soldat Muller
- Evelyn Carter Carrington : Frau Stengel